# Mavlet Batirov
Mavlet Alabdinovič Batirov (in russo Мавлет Алавдинович Батиров?; Chasavjurt, 12 dicembre 1983) è un lottatore russo nella categoria 60 kg.

## Palmarès
- Giochi olimpici

2004 - Atene: oro nella categoria fino a 55 kg.
2008 - Pechino: oro nella categoria fino a 60 kg.
- Mondiali

2006 - Canton: bronzo nella categoria fino a 60 kg.
2007 - Baku: oro nella categoria fino a 60 kg.
- Europei

2000 - Bratislava: argento nella categoria fino a 46 kg.
2002 - Tirana: oro nella categoria fino a 54 kg.
2003 - Riga: bronzo nella categoria fino a 55 kg.
2006 - Mosca: oro nella categoria fino a 60 kg.